# Manuel Firmino da Costa
Manuel Firmino da Costa (Sangalhos, Anadia, 23 de Fevereiro de 1887 - São Teotónio, Odemira, 1929) foi um médico, humanista e político português.

## Biografia
Nasceu em Sangalhos, no concelho de Anadia, em 23 de Fevereiro de 1877. Estudou em Coimbra, onde se formou em medicina, com distinção.
Em 1902, passou a exercer em São Teotónio, como médico municipal para o concelho de Odemira, tendo-se fixado naquela localidade, onde casou e teve filhos. Além da sua carreira como médico, destacou-se pelo seu contributo para o desenvolvimento da freguesia, tendo por exemplo sido responsável pela fundação da Sociedade Recreativa São Teotoniense, em 1903. Nesse ano também instituiu a Caixa Escolar Fraternidade, com o fim de fornecer alimentos e vestuário às crianças em situação mais vulnerável na freguesia, e em 1905 criou a Biblioteca Popular de S. Teotónio. Foi igualmente responsável pela instalação da estação de telégrafo-postal, e criou as Festas da Ave e da Árvore, durante as quais eram apresentadas peças teatrais e realizados concertos por parte da Banda Filarmónica, como forma de apoiar financeiramente aquela organização.  Em 1911 estabeleceu o Sindicato Agrícola e a Caixa Agrícola de São Teotónio, que tinham como finalidade vender aos agricultores, a preços reduzidos, ferramentas, máquinas, adubos e sementes, além de conceder empréstimos e apoiar na organização dos negócios, tendo também sido um dos directores daquela instituição. Esta foi a segunda caixa agrícola a ser fundada em Portugal, tendo sido criada na sequência da revolução republicana, ocorrida no ano anterior. Também foi devido aos seus esforços que foi trazida para a freguesia a primeira máquina debulhadora a vapor de cereais.
Durante a sua permanência em Coimbra, foi exposto às ideias democráticas e republicanas, que despontaram nos finais da monarquia. Foi considerado como um dos principais médicos republicanos na região do Alentejo, tendo sido responsável pela organização do Partido Republicano Português no concelho de Odemira, levando a uma vitória esmagadora do partido nas eleições municipais de 1 de Novembro de 1908. Nos anos finais do período monárquico, foi nomeado como membro substituto da comissão distrital de Beja daquele partido. Foi eleito como deputado pelo Partido Democrático, pelo círculo de Beja, tendo exercido entre 1915 e 1917. Também se destacou como humanista.
Faleceu em 1929, na freguesia de São Teotónio, aos 52 anos de idade.
Em 26 de Junho de 2004, a Caixa de Crédito Agrícola Mútuo e a Junta de Freguesia de São Teotónio organizaram um homenagem por ocasião do 75º aniversário da sua morte, tendo sido inaugurado um busto, esculpido pelo artista Fernando Fonseca, e foi descerrada uma placa toponímica, dando o seu nome a uma rua a vila. Uma rua da Zambujeira do Mar recebeu igualmente o nome de Manuel Firmino da Costa. O seu nome também foi colocado no reverso de uma medalha comemorativa do centenário da República Portuguesa, lançada pela Câmara Municipal de Castro Verde, invocando-o como um dos principais promotores dos ideais republicanos na região do Alentejo.